# Johannes Hartlieb
Johannes Hartlieb (né vers 1410, mort le 18 mai 1468) est un médecin de Bavière, appartenant probablement à une famille de Neubourg-sur-le-Danube.
Il était au service de Louis VII de Bavière et de Albert VI d'Autriche dans les années 1430, puis de Albert III de Bavière à partir de 1440, enfin de son plus jeune fils, Sigismond de Bavière à partir de 1456. En 1444, il se marie à Sibilla, peut-être la fille d'Albert et d'Agnès Bernauer.
Hartlieb écrivit un traité sur les herbes vers 1440 et, en 1456, le puch aller verpoten kunst, ungelaubens und der zaubrey (livre sur tous les arts interdits, la superstition et la sorcellerie) sur les artes magicae, contenant la plus ancienne description connue de la pommade des sorcières. Hartlieb a également produit des traductions en allemand de divers auteurs classiques (Trotule, Macrobe, Gilbertinus, Muscio).

## Œuvres
- Onomancie (18 manuscrits, Heidelberger Schicksalsbuch CPG 832, CPG 408)
- Das puch aller verpoten kunst, ungelaubens und der zaubrey, années 1450, CPG 478, 78 foll. (in the hand of Clara Hätzlerin), 1465, éd. Eisermann and Graf (1989).
- Kräuterbuch (herbologie), éd. Speta, Graz (1980).
- Chiromantia, 1448, imprimé sur bloc de bois dans les années 1470, éd. Weil, Munich (1923).
- Trotula et de secretis mulierum, années 1450, CPG 480 éd. Bosselmann, Wurtzbourg (1985).
- Traduction des dialogus miraculorum de Caesarius von Heisterbach, éd. 1929.
- Sand Brandons buch (l'aventure de saint Brendan), imprimé par Anton Sorg, Augsbourg, ca. 1480.
- 'de amore' deutsch, traduction André le Chapelain'  de amore, éd. Karnein, Munich (1970), Berlin (1979).
- Alexander Magnus, traduction du roman d'Alexandre, 1444, imprimé par Anton Sorg, Augsbourg (1480), Martin Schott, Strasbourg (1488).
- De mansionibus, CPG 6